# Pemphredon lethifer
Pemphredon lethifer ist ein Hautflügler aus der Familie der Crabronidae.

## Merkmale
Die Wespe erreicht eine Körperlänge von 6 bis 8,5 Millimetern (Weibchen) bzw. bis 5 bis 8 Millimetern (Männchen). Die Art gehört der lethifer-Gruppe an, bei denen der Artstatus der einzelnen Arten noch ungeklärt ist. Entsprechend schwierig ist ihre Bestimmung. Der Vorderrand des Clypeus ist abgestumpft, das Mesonotum ist schwach punktiert. Das dritte Glied der Fühler ist maximal doppelt so lang wie breit. Die Männchen können sicher nur anhand ihrer Genitalien bestimmt werden. Sie haben am fünften bis elften Fühlerglied Tyloiden.  

## Vorkommen
Die Art ist in Marokko, Europa bis 61° nördliche Breite und Asien, östlich bis Japan, sowie in den Vereinigten Staaten verbreitet. Sie besiedelt verschiedene Lebensräume, in denen geeignete Nistmöglichkeiten zur Verfügung stehen. Die Art fliegt mit einer partiellen zweiten Generationen von Mai bis September. Sie ist in Mitteleuropa häufig anzutreffen. 

## Lebensweise
Die Weibchen legen ihre Nester in Fraßgängen von Käfern, in markhaltigen Stängeln, morschem Holz und auch in Pflanzengallen, die von Halmfliegen der Gattung Lipara verursacht werden an. Auch kommt es häufig vor, dass die Nester anderer Arten, etwa der Gattung Trypoxylon, überbaut oder zumindest deren Vorräte gestohlen werden. Ist genügend Platz vorhanden, werden nicht nur Linienbauten, sondern auch verzweigte Nester angelegt. Die Brut wird mit Röhrenblattläusen (Aphididae) versorgt. Diese werden mit dem vorderen und mittleren Beinpaar gepackt, mit einem Stich betäubt und anschließend mit den Mandibeln fliegend zum Nest transportiert. Jedes Weibchen legt bis zu drei bis vier Nester an, die aus durchschnittlich 6 bis 12, maximal bis zu 43 Zellen bestehen. Eine Zelle misst zwei bis fünf Millimeter im Durchmesser und ist acht bis neun Millimeter lang. Nach etwa 30 Tagen schlüpft die neue Generation. Die Eier dieser Weibchen sind nach etwa einer Woche reif, erst dann werden auch Blattläuse gefangen. Insgesamt hat ein Weibchen 38 bis 67 Eier in den Ovarien und lebt für etwa zehn Wochen. Omalus aeneus und Omalus auratus sind als Kuckuckswespen nachgewiesen.

## Belege